# Kriegsmarine
Kriegsmarine (česky válečné námořnictvo) bylo oficiální pojmenování válečného námořnictva nacistického Německa v letech 1935–1945. Jeho předchůdcem bylo válečné námořnictvo Výmarské republiky Reichsmarine (1919–1935), ideově však navazovalo spíše na námořnictvo Německého císařství Kaiserliche Marine z let 1871–1918. Kriegsmarine byla spolu s Heer a Luftwaffe jednou ze tří oficiálních složek  Wehrmachtu, německých ozbrojených sil z let 1933 až 1945.
V rozporu s Versailleskou smlouvou se Kriegsmarine během třicátých let v rámci německého znovuvyzbrojení rychle rozrostla. Smlouva z roku 1919 omezila velikost německého námořnictva a zakázala stavbu ponorek. Budování námořnictva podléhalo omezením i podle Anglicko-německé námořní smlouvy z roku 1935, ale v roce 1938 na tato omezení přestal být brán zřetel.
Během španělské občanské války (1936–1939) operovaly lodě Kriegsmarine ve vodách okolo Španělska pod záminkou prosazení nezasahování, ale ve skutečnosti podporovaly nacionalisty proti španělským republikánům.
V lednu 1939 byl nařízen plán Z, s kterým se do roku 1944 mělo hladinové loďstvo vyrovna či tvořit paritu s britským královským námořnictvem. Když v září 1939 vypukla druhá světová válka, byl plán Z odložen ve prospěch nouzového programu budování ponorek (U-boot) namísto stavby velkých hladinových válečných lodí a pozemní i vzdušné síly dostaly přednost se strategickými zdroji.
Vrchním velitelem Kriegsmarine (stejně jako u všech odnoží ozbrojených sil v období nacistické moci) byl Adolf Hitler, který vykonával svou autoritu prostřednictvím Oberkommando der Marine.
Nejvýznamnějšími loděmi Kriegsmarine byly ponorky, z nichž většina byla postavena poté, co byl plán Z na začátku druhé světové války opuštěn. S ponorkovou válkou v letech 1941–1942 dosáhlo obrovských úspěchů. Vlčí smečky byly rychle sestavené skupiny ponorek, které během první poloviny bitvy o Atlantik útočily na britské konvoje, ale tato taktika byla z velké části v květnu 1943, kdy narůstaly ztráty ponorek a zdrcující materiální i technická převaha Spojenců, opuštěna. Spolu s ponorkami byly k omezování přepravních kapacit nepřátelských loďstev v prvních letech války používány hladinové přepadové lodě (včetně pomocných křižníků). Nejznámějšími byly těžké křižníky Admiral Graf Spee a Admiral Scheer či bitevní loď Bismarck. Zavedení doprovodu konvojů, zejména v Atlantiku, výrazně snížilo účinnost povrchových přepadových lodí.
Po skončení druhé světové války v roce 1945 byly zbývající lodě Kriegsmarine rozděleny mezi spojenecké mocnosti a byly používány k různým účelům, včetně hledání min.

## Velitelé Kriegsmarine
- velkoadmirál Erich Raeder (1928–1943)
- velkoadmirál Karl Dönitz (1943–1945)
- Generaladmiral Hans-Georg von Friedeburg (1945)
- Generaladmiral Walter Warzecha (1945)

## Velké válečné operace
- Wikinger („Viking“) (1940) – vplutí torpédoborců do Severního moře
- Weserübung („Operace Weser“) (1940) – invaze do Dánska a Norska
- Juno (1940) – operace narušení zásob Spojenců do Norska
- Nordseetour (1940) – první operace Admirála Hippera v Atlantiku
- Berlin (1941) – plavba lodí Scharnhorst a Gneisenau Atlantikem
- Rheinübung („Rýnské cvičení“) (1941) – průlom Bismarckem a Prinzem Eugenem
- Doppelschlag („Dvojitý úder“) (1942) – protilodní operace admirála Scheera a admirála Hippera u Nové Země
- Sportpalast (1942) – přerušená operace (včetně Tirpitze) k útoku na arktické konvoje
- Rösselsprung („Skok jezdce“) (1942) – operace (včetně Tirpitze) k útoku na arktický konvoj PQ 17
- Wunderland (1942) – protilodní operace admirála Scheera v Karském moři
- Paukenschlag („Bubnování“) (1942) – tažení ponorek u východního pobřeží USA
- Neuland („Nová země“) (1942) – kampaň ponorek v Karibiku; zahájena v souvislosti s operací Paukenschlag
- Regenbogen („Duha“) (1942) – neúspěšný útok admirála Hippera a Lützova na arktický konvoj JW 51B
- Cerberus (1942) – přesun hlavních lodí z Brestu do domovských přístavů v Německu
- Ostfront („Východní fronta“) (1943) – závěrečná operace Scharnhorstu, zadržení konvoje JW 55B
- Domino (1943) – druhý přerušený arktický útok Scharnhorstu, Prinz Eugenu a torpédoborců
- Zitronella („Citronela“) (1943) – nálet na Spojenci okupované Špicberky
- Hannibal (1945) – evakuace před Rudou armádou z Východního Pruska a Pomořanska
- Deadlight (1945) – poválečné potopení ponorek Kriegsmarine britským královským námořnictvem